# John Hinckley Jr.
John Warnock Hinckley Jr. (Ardmore, 29 maggio 1955) è un criminale statunitense, noto per aver tentato di assassinare il Presidente degli Stati Uniti Ronald Reagan a Washington il 30 marzo 1981, solo per attirare l'attenzione dell'attrice Jodie Foster, di cui si era follemente innamorato.
Hinckley fu riconosciuto innocente per incapacità di intendere e volere. Ha vissuto rinchiuso per 34 anni (dal 1982 al 2016), salvo brevi permessi di uscita negli anni 2000, presso il manicomio criminale di St. Elizabeth a Washington.

## Biografia
Hinckley, figlio dei ricchi proprietari della Hinckley Oil Company, John Warnock Hinckley Sr. e Jo Ann Moore, nasce in Oklahoma e cresce in Texas e studia presso la Highland Park High School di Dallas. Tra il 1974 e il 1980, frequenta la Texas Tech University. Nel 1975 si trasferisce a Los Angeles con l'intento di diventare cantautore, ma i suoi sforzi non vengono premiati. Nelle lettere inviate alla famiglia, racconta la sua frustrazione e manifesta il bisogno impellente di denaro, inoltre racconta di una ragazza di nome Lynn Collins, che in seguito si rivelò essere frutto della sua fantasia.

### Ossessione per Jodie Foster
Nel 1976 uscì il film Taxi Driver, con Robert De Niro nel ruolo di Travis Bickle; il film raccontava il tentativo di Bickle di assassinare un senatore candidato alla presidenza. Nel film la giovanissima Jodie Foster interpreta il ruolo di una prostituta adolescente, e Hinckley ne rimase tanto colpito da rivedere più volte la pellicola e divenire in seguito uno stalker nei confronti dell'attrice.
Agli inizi degli anni ottanta, quando la Foster frequentava l'Università Yale, Hinckley si trasferì nel Connecticut per starle vicino. Le inviava poesie e lettere d'amore, arrivando al punto di infilargliele sotto la porta di casa e di cercarla varie volte al telefono.
Non riuscendo ad avere contatti significativi con l'attrice, Hinckley pensò addirittura di pianificare un dirottamento aereo, pronto a suicidarsi di fronte a lei, solo per attirare la sua attenzione. Durante il climax della propria follia, Hinckley, al fine di entrare nella storia, progettò di assassinare un'importante figura politica. Per far questo raccolse informazioni su Lee Harvey Oswald, l'assassino di John F. Kennedy e iniziò a seguire, di stato in stato, la campagna elettorale di Jimmy Carter e Ronald Reagan, registrandosi negli alberghi come "Travis Bickle" e venendo arrestato a Nashville per il possesso illegale di tre pistole. Tornò a casa dove venne sottoposto a un trattamento psichiatrico per curare la depressione, ma la sua salute mentale non migliorò.
Hinckley scrisse a Jodie Foster poco tempo prima del suo tentativo di assassinare Reagan:
(John Hinckley Jr.)

### Tentato assassinio di Ronald Reagan
Settanta giorni dopo l'insediamento di Reagan alla Casa Bianca, il 30 marzo 1981 Hinckley sparò 7 colpi all'allora presidente degli Stati Uniti, ferendo gravemente quattro persone, tra cui il Presidente, mentre stavano uscendo dal Washington Hilton Hotel. Il proiettile della calibro 22 di Hinckley perforò il polmone sinistro di Reagan mancando di due centimetri il cuore. Hinckley non sparò direttamente a Reagan, ma verso il gruppo di persone che lo circondava; il presidente rimase ferito da un proiettile deviato dal vetro della limousine presidenziale. Hinckley non cercò di fuggire e fu subito arrestato sul luogo degli eventi.
Oltre a Reagan, nella sparatoria rimasero feriti il segretario James Brady, l'ufficiale di polizia Thomas Delahanty e l'agente del Secret Service (il corpo preposto alla sicurezza del presidente) Timothy McCarthy. Tutti sopravvissero alla sparatoria, anche se Brady, colpito nel lato destro della testa, rimase paralizzato nella parte sinistra del corpo, affrontò un lungo periodo di recupero e fu costretto su una sedia a rotelle fino alla sua morte, avvenuta nel 2014.

### Processo e reazioni al verdetto
Il processo iniziò nel 1982 con tredici capi d'accusa pendenti su Hinckley. La difesa, con l'ausilio delle perizie psichiatriche, sostenne che Hinckley era malato di mente; l'accusa invece sostenne il contrario, che era lucido e sano di mente. Vincent J. Fuller, l'avvocato di Hinckley, sostenne che soffrisse di schizofrenia. Park Dietz, psichiatra forense, diagnosticò una personalità narcisista e schizoide con distimia, e caratteristiche borderline e passivo-aggressive. Gli psichiatri e i terapeuti che lo curarono in seguito lo trattarono per narcisismo, disturbo schizotipico di personalità e depressione maggiore, con caratteri deliranti incentrati su delirio di tipo erotomane (in cui il paziente è convinto che una certa persona - spesso una celebrità - sia segretamente innamorata o attratta sessualmente da lui, e ne diventa ossessionato). Venne dichiarato psicotico e pericoloso per la società, sé stesso e per Jodie Foster.
Il processo si concluse il 21 giugno 1982 e Hinckley fu riconosciuto innocente per incapacità di intendere e volere, assolto dalle accuse penali e scarcerato, ma rinchiuso per ordine del giudice al St. Elizabeths Hospital, in un manicomio criminale di Washington D.C., fino a quando fosse stato dichiarato guarito.
Sconcerto e indignazione suscitò il verdetto nell'opinione pubblica. Un sondaggio della ABC rivelò che l'83% degli intervistati era del parere che giustizia non era stata fatta. Le contestazioni suscitate portarono il Congresso degli Stati Uniti e alcuni Stati a riscrivere le leggi in materia di imputabilità. Stati come Idaho, Kansas, Montana e Utah hanno abolito del tutto la legge.

### Manicomio criminale
Rinchiuso nel manicomio criminale St. Elizabeths, Hinckley dichiarò che la sparatoria "è stata la più grande offerta di amore nella storia del mondo" e rimase deluso dal fatto che Jodie Foster non ricambiasse i suoi sentimenti. Dopo essere stato rinchiuso, i test ai quali fu sottoposto dimostrarono che era un uomo pericoloso per se stesso, per l'attrice e per altre persone. In un'intervista rilasciata nel 1983 Hinckley descrisse la sua giornata tipo: vedere la propria terapista, suonare la chitarra, ascoltare musica, guardare la TV e prendere farmaci.
Nel 1999 gli fu concesso di lasciare l'ospedale per visite sorvegliate con i genitori, mentre dal 2000 gli fu concesso un periodo di visite più lungo. Questi privilegi gli furono tolti quando venne riscontrato che la sua ossessione per Jodie Foster era ancora presente. Dal 2004 si tennero varie udienze per valutare la sua pericolosità, se fosse in grado di avere un normale rapporto con una donna e fosse un pericolo per la società.
Nel 2005 un giudice federale concesse delle visite, sotto il controllo dei genitori, al di fuori dell'area di Washington. Alcuni esperti governativi hanno convenuto che la sua depressione e psicosi erano in fase di recupero. Il 6 giugno 2007 il giudice distrettuale degli Stati Uniti, Paul L. Friedman, ha negato la richiesta, sostenendo che Hinckley era ancora malato. Il 10 settembre 2016 è stato rilasciato dall'ospedale psichiatrico Saint Elizabeth di Washington avendo, secondo il giudice federale, completato il suo percorso di riabilitazione.
Il 15 giugno 2022, all'età di 67 anni, è tornato libero in modo incondizionato, essendo stata riconosciuta la guarigione dall'infermità mentale e non rappresentando più un pericolo per sé e per gli altri.

### Legami con la famiglia Bush
Nell'edizione del 31 marzo 1981 del Houston Post, e in seguito riportato da NBC, Associated Press e Newsweek, viene fatto notare che John Hinckley è figlio di John Hinckley Sr., politico e sostenitore finanziario della campagna elettorale di George H. W. Bush nelle primarie contro Ronald Reagan e venne riportato anche il loro legame d'affari nel business del petrolio. Il fratello maggiore di Hinckley, Scott, era amico di Neil Bush, uno dei figli di George H.W. Bush; i due avrebbero dovuto pranzare assieme il giorno della sparatoria. Inoltre, Neil Bush ha vissuto per qualche tempo a Lubbock, in Texas, stessa città dove John Hinckley visse verso la fine degli anni settanta.
Se Reagan fosse morto nell'attentato, l'allora vicepresidente George H.W. Bush sarebbe diventato presidente.